# بیمارستان کوالالامپور
بیمارستان کوالالامپور (مالایی: Hospital Kuala Lumpur، مخفف: HKL) بزرگ‌ترین بیمارستان عمومی دولتی مالزی در کوالالامپور، پایتخت مالزی است. این بیمارستان که در سال ۱۸۷۰ تأسیس شد، یک مؤسسه غیرانتفاعی است و به عنوان بیمارستان مرجع سیستم مراقبت‌های بهداشتی عمومی مالزی فعالیت می‌کند. بیمارستان کوالالامپور به عنوان بیمارستان مرکز مراقبت‌های عالی انجام وظیفه می‌کند. این بیمارستان در زمین باکیفیتی از شهر به مساحت ۱۵۰ هکتار قرار دارد که مشتمل بر ۸۴ بخش و ۲٬۳۰۰ تخت بوده که باعث شده تا به یکی از بزرگ‌ترین بیمارستان‌های جهان تبدیل شود. بیش از ۹۰ درصد از مجموع تخت‌ها در این بیمارستان به بیماران نیازمند یارانه دولتی اختصاص داده شده است که دسترسی به یک فرم استاندارد بین‌المللی خدمات درمانی مقرون به صرفه را فراهم می‌کند.